# Microrégion d'Assaí
La microrégion d'Assaí est l'une des cinq microrégions qui subdivisent le nord pionnier de l'État du Paraná au Brésil.
Elle comporte 8 municipalités qui regroupaient 69 720 habitants en 2006 pour une superficie totale de 2 239 km².

## Municipalités[1]
- Assaí
- Jataizinho
- Nova Santa Bárbara
- Rancho Alegre
- Santa Cecília do Pavão
- São Jerônimo da Serra
- São Sebastião da Amoreira
- Uraí